# Pallavolo ai XVII Giochi dei piccoli stati d'Europa - Convocazioni al torneo femminile
Elenco delle giocatrici convocate per i XVII Giochi dei piccoli stati d'Europa.

## Cipro
| N° | Nome                       | Ruolo | Data di nascita   | Nazionalità sportiva |
| -- | -------------------------- | ----- | ----------------- | -------------------- |
| -  | Petros Patsias             | All   | 13 dicembre 1956  | -                    |
| 1  | Aspasia Hadjichristodoulou | S/O   | 6 luglio 1996     | -                    |
| 2  | Sofia Manitarou            | C     | 3 maggio 1987     | -                    |
| 3  | Veronika Hudima            | S     | 8 luglio 1988     | Apollōn Limassol     |
| 4  | Christiana David           | L     | 27 settembre 1993 | Anorthōsīs           |
| 6  | Evita Leonidou             | L     | 24 ottobre 2000   | Apollōn Limassol     |
| 7  | Stella Ioannou             | P     | 27 ottobre 1995   | AEK Larnaca          |
| 9  | Andrea Charalambous        | S/O   | 14 febbraio 1987  | AEK Larnaca          |
| 10 | Vasiliki Chatzikostanta    | S/O   | 15 giugno 1998    | -                    |
| 13 | Andri Iordanou             | C     | 23 febbraio 1988  | Apollōn Limassol     |
| 14 | Ioanna Leonidou            | P     | 20 ottobre 1995   | -                    |
| 16 | Katerina Zakchaiou         | C     | 26 agosto 1998    | Apollōn Limassol     |
| 18 | Erika Zembyla              | S/O   | 14 novembre 1996  | -                    |

## Islanda
| N° | Nome                     | Ruolo | Data di nascita   | Nazionalità sportiva |
| -- | ------------------------ | ----- | ----------------- | -------------------- |
| -  | Daniele Capriotti        | All   | 26 giugno 1972    | Raision Loimu        |
| 2  | Jóna Vigfúsdóttir        | S     | 8 aprile 1989     | -                    |
| 3  | Hjördís Eiríksdóttir     | S     | 28 settembre 1992 | -                    |
| 4  | Fjóla Svavarsdóttir      | C     | 21 febbraio 1989  | -                    |
| 5  | Rósa Ægisdóttir          | P     | 8 settembre 1992  | -                    |
| 6  | Karen Gunnarsdóttir      | S     | 9 settembre 1980  | -                    |
| 8  | Birta Björnsdóttir       | L     | 22 novembre 1990  | -                    |
| 9  | Elísabet Einarsdóttir    | S     | 19 settembre 1998 | -                    |
| 10 | Fríða Sigurðardóttir     | C     | 20 aprile 1980    | -                    |
| 13 | Steinunn Björgólfsdóttir | L     | 20 ottobre 1991   | -                    |
| 14 | Erla Eiríksdóttir        | C     | 7 febbraio 1990   | -                    |
| 15 | Thelma Grétarsdóttir     | S/O   | 1º ottobre 1997   | -                    |
| 17 | Berglind Jónsdóttir      | P     | 9 novembre 1995   | -                    |

## Liechtenstein
| N° | Nome                | Ruolo | Data di nascita   | Nazionalità sportiva |
| -- | ------------------- | ----- | ----------------- | -------------------- |
| -  | Marc Demmer         | All   | 6 giugno 1974     | -                    |
| 1  | Valeriya Will       | S/O   | 3 ottobre 1987    | Galina               |
| 2  | Michelle Tijkorte   | S     | 4 dicembre 2000   | Galina               |
| 4  | Sandra Kaiser       | L     | 19 febbraio 1986  | Galina               |
| 5  | Ramona Kaiser       | S     | 21 febbraio 1990  | Galina               |
| 6  | Christina Boss      | S     | 25 febbraio 2000  | Galina               |
| 7  | Melanie Meier       | S     | 4 maggio 1993     | Galina               |
| 8  | Tatjana Epple       | P     | 11 maggio 1992    | Galina               |
| 10 | Bianca Van der Helm | S/O   | 16 marzo 1985     | Galina               |
| 11 | Laura Marxer        | C     | 28 novembre 1989  | FC Lucerna           |
| 12 | Melanie Meier       | S     | 4 maggio 1993     | Galina               |
| 14 | Ivona Miličević     | P     | 19 febbraio 1997  | Münsingen            |
| 18 | Belinda Jehle       | P     | 12 settembre 2001 | Galina               |

## Lussemburgo
| N° | Nome                       | Ruolo | Data di nascita   | Nazionalità sportiva |
| -- | -------------------------- | ----- | ----------------- | -------------------- |
| -  | Detlev Schönberg           | All   | 1º gennaio 1988   | -                    |
| 2  | Carla Mulli                | C     | 13 agosto 2000    | Strassen             |
| 3  | Betty Hoffmann             | S     | 11 gennaio 1996   | RSR Walfer           |
| 5  | Nathalie Braas             | S     | 18 marzo 1994     | RSR Walfer           |
| 6  | Isabelle Fraisch           | S     | 16 dicembre 1987  | CHEV                 |
| 7  | Annalena Mach              | S/O   | 1º giugno 1995    | Wiesbaden            |
| 9  | Marie-Lou Bollendorff      | C     | 30 novembre 2000  | Echternach           |
| 10 | Corinne Steinbach          | C     | 20 maggio 1986    | -                    |
| 11 | Yana Feller                | S     | 9 ottobre 2001    | Steinfort            |
| 12 | Anne-Cathérine Bollendorff | S     | 28 settembre 1998 | Echternach           |
| 14 | Maryse Welsch              | L     | 3 febbraio 1991   | RSR Walfer           |
| 16 | Michèle Breuer             | P     | 24 marzo 1993     | -                    |
| 19 | Carla Frank                | C     | 8 dicembre 1998   | Steinfort            |

## Malta
| N° | Nome              | Ruolo | Data di nascita   | Nazionalità sportiva |
| -- | ----------------- | ----- | ----------------- | -------------------- |
| -  | ?                 | All   | -                 | -                    |
| 1  | Sarah Spiteri     | -     | 15 gennaio 1996   | -                    |
| 3  | Thais Gatt        | C     | 18 ottobre 1983   | -                    |
| 4  | Marloe Falzon     | S     | 20 ottobre 1982   | -                    |
| 5  | Amanda Agius      | S     | 2 maggio 1988     | -                    |
| 6  | Lindsay Cordina   | L     | 26 settembre 1985 | -                    |
| 7  | Daniela Bonnici   | C     | 17 marzo 1984     | -                    |
| 9  | Zane Malasevka    | S     | 22 aprile 1990    | -                    |
| 10 | Francesca Sarcina | C     | 5 giugno 1984     | -                    |
| 13 | Sarah El Gasi     | P     | 21 febbraio 1984  | -                    |
| 14 | Maria Costa       | P     | 18 luglio 1990    | -                    |
| 15 | Isabel Cutajar    | C     | 23 dicembre 1987  | -                    |
| 16 | Alison Borg       | S     | 19 febbraio 1980  | -                    |

## San Marino
| N° | Nome               | Ruolo | Data di nascita  | Nazionalità sportiva |
| -- | ------------------ | ----- | ---------------- | -------------------- |
| -  | Luigi Morolli      | All   | -                | -                    |
| 2  | Federica Mazza     | L     | 26 gennaio 1983  | -                    |
| 3  | Samanta Giardi     | S     | 9 gennaio 1977   | Stella Rimini        |
| 4  | Cristina Baciocchi | S     | 4 agosto 1987    | Beach & Park         |
| 5  | Elisa Ridolfi      | S     | 5 marzo 1996     | Beach & Park         |
| 6  | Giulia Tomasucci   | C     | -                | Beach & Park         |
| 7  | Elisa Parenti      | S/O   | 12 aprile 1979   | Beach & Park         |
| 9  | Chiara Parenti     | S     | 19 dicembre 1991 | Beach & Park         |
| 10 | Elisa Vanucci      | C     | 31 agosto 1988   | Beach & Park         |
| 12 | Elisa Morolli      | P     | 1º gennaio 1993  | CUS Torino           |
| 13 | Valeria Benvenuti  | P     | 15 ottobre 1998  | Beach & Park         |
| 16 | Francesca Rosa     | C     | 30 gennaio 1991  | San Giustino         |
| 18 | Anita Magalotti    | S     | 1º febbraio 1996 | Beach & Park         |